# Wasim Sajjad
Wasim Sajjad (ur. 30 marca 1941) – pakistański polityk, p.o. prezydenta Pakistanu w 1993 oraz na przełomie 1997 i 1998 roku. 

## Życiorys
Ukończył studia na Uniwersytecie Pendżabskim w Lahore w 1961. Wybierany do Senatu w wyborach w 1985, 1991, 1997, 2003 i 2006. W latach 1986-1988 minister prawa, sprawiedliwości i spraw parlamentarnych. Po raz pierwszy wybrany prezydentem Senatu w grudniu 1988, ponownie wybierany na to stanowisko w latach 1991, 1994 i 1997. Przywódca opozycji w Senacie w 1988. 
Dwukrotnie pełnił obowiązki głowy państwa – od 19 lipca do 13 listopada 1993 (po rezygnacji Ghulama Ishaqa Khana) i od 2 grudnia 1997 do 1 stycznia 1998 (do zaprzysiężenia Muhammada Rafiq Tarara).